# Agromyza graminicola
Agromyza graminicola ist eine Fliege aus der Familie der Minierfliegen (Agromyzidae).

## Merkmale
Die Fliegen erreichen eine Körperlänge von etwa 2,7 Millimetern. Ihr Körper ist glänzend schwarz, die Tarsen sind ebenso schwarz, bei den Männchen haben die Tarsen an den Vorderbeinen keine aufrecht stehenden Borsten. Die Flügelschüppchen sind weiß, die Costalader reicht bis zur Ader M1+2. Die Stirn ist länger als breit und trägt nur zwei Frontalborsten, die vordere Orbitalborste befindet sich in der Mitte der Stirn. Das dritte Paar Dorsozentralborsten befindet sich vor den Supraalarborsten. 

## Vorkommen und Lebensweise
Die Tiere kommen in Mitteleuropa weit verbreitet und häufig, beispielsweise auf Sumpfwiesen vor. Die Larven entwickeln sich als Minierer in Gräsern. 

## Belege